# Хатибандха
Хатибандха (бенг. হাতিবান্ধা, англ. Hatibandha) — город на севере Бангладеш, административный центр одноимённого подокруга. Площадь города равна 18,30 км². По данным переписи 2001 года, в городе проживало 17 868 человек, из которых мужчины составляли 51,66 %, женщины — соответственно 48,34 %. Плотность населения равнялась 976 чел. на 1 км². Уровень грамотности населения составлял 25,7 % (при среднем по Бангладеш показателе 43,1 %). 